# 513
513 је била проста година.

## Догађаји
- Виталијанова побуна: Византијски војсковођа Виталијан диже устанак против цара Анастасија I, и осваја велики део Тракије. Он добија подршку локалног становништва и окупља војску од 50.000–60.000 људи.
- Цар Анастасије I смањује порезе у провинцијама Битинија и Азија, како би их спречио да се придруже побуни. Виталијан креће у Цариград и логорује се у предграђу Хебдомон (модерна Турска).
- Цар Анастасије I шаље посланство под бившим конзулом Патрицијем да започне преговоре. Виталијан изјављује своје циљеве: обнављање халкидонског православља и насељавање Трачанских федерата.
- Виталијан прихвата споразум и враћа се са својом војском у Доњу Мезију. После неколико неубедљивих окршаја, Анастасије I шаље византијску војску (80.000 људи) под својим нећаком Ипатијем.
- Виталијан побеђује Византинце код Акриса (Бугарска), на обали Црног мора. Он напада њихов утврђени Лагер у мраку и у препау убија велики део царске војске.
- Краљ Кавад I усваја доктрину Маздакита и разбија утицај магната (племства).
- Јеврејска заједница се побунила у Ктесифону против маздакизма и успоставила независно јеврејско краљевство које траје седам година.
- Вигор постаје епископ Бајеа. Он се бори против паганства и оснива манастир касније познат као Сен Вигор ле Гран (Нормандија).